# یونگژو
یونگژو (به لاتین: Yongzhou) یک شهر مرکزی در جمهوری خلق چین است که در هونان واقع شده‌است. یونگژو ۲۲٬۴۴۱٫۴۳ کیلومتر مربع مساحت و ۵٬۱۸۰٬۲۰۰ نفر جمعیت دارد.